# 秋杭子梢
秋杭子梢（学名：Campylotropis wenshanica）为豆科杭子梢属下的一个种。

## 扩展阅读
- 維基物種上的相關：秋杭子梢